# QW Puppis
QW Puppis (QW Pup) är en ensam stjärna belägen i den södra delen av stjärnbilden Akterskeppet. Den har en genomsnittlig skenbar magnitud av ca 4,49 och är synlig för blotta ögat där ljusföroreningar ej förekommer. Baserat på parallax enligt Gaia Data Release 3 på ca 49,90 mas beräknas den befinna sig på ett avstånd av ca 69,5 ljusår (ca 21,3 parsec) från solen. Den rör sig bort från solen med en heliocentrisk radialhastighet av ca 0,1 km/s.

## Egenskaper

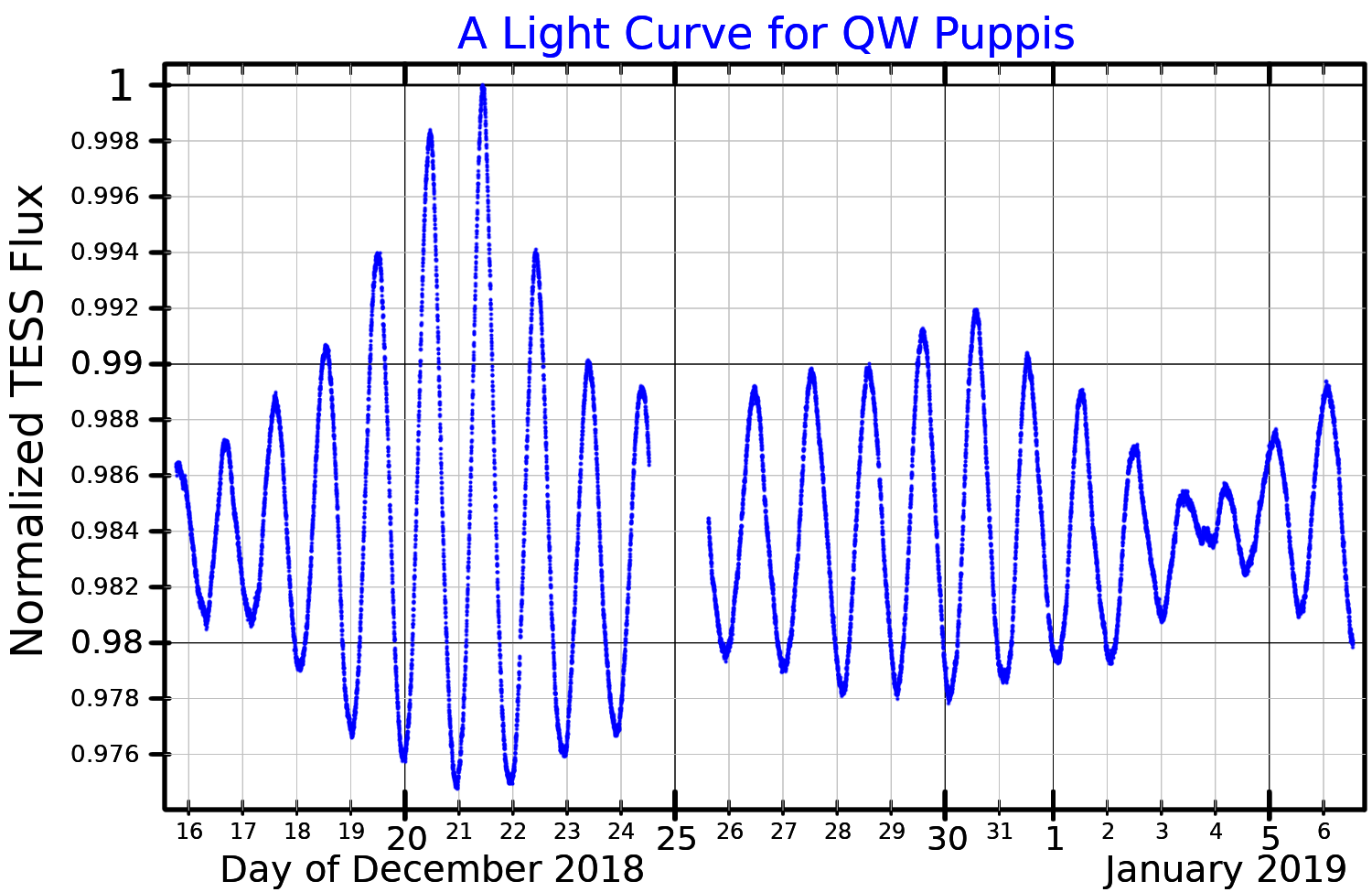
Ljuskurva för QW Puppis, plottad från TESS-data.

PU Puppis är en gul till vit stjärna i huvudserien av  spektralklass F3 V Fe-1.0. Den har en massa av ca 1,5 solmassa, en radie av ca 1,7 solradie och utsänder energi från dess fotosfär motsvarande ca 6,4 gånger solen vid en effektiv temperatur av ca 6 900 K. Stjärnans skenbara magnitud varierar mellan magnituden 4,5 och 4,47 med en period av 0,96 dygn och klassificeras som en Gamma Doradus-variabel.